# Tatjana Andrejewna Talyschewa
Tatjana Andrejewna Talyschewa (russisch Татьяна Андреевна Талышева, engl. Transkription Tatyana Talysheva; * 15. Oktober 1937 in Barnaul) ist eine ehemalige sowjetische Weitspringerin und Hürdenläuferin.
Bei den Olympischen Spielen 1964 in Tokio erreichte sie im 80-Meter-Hürdenlauf das Halbfinale und wurde Zehnte im Weitsprung. 1966 kam sie im Weitsprung der Leichtathletik-Europameisterschaften in Budapest auf den sechsten Platz.
1968 gewann sie bei den Olympischen Spielen in Mexiko-Stadt im Weitsprung mit 6,66 m die Bronzemedaille hinter der Rumänin Viorica Viscopoleanu, die mit 6,82 m einen Weltrekord aufstellte, und der Britin Sheila Sherwood (6,68 m). Über 80 m Hürden wurde sie Achte.
Im Freien wurde sie 1967 und 1968 sowjetische Meisterin im Weitsprung sowie 1968 über 80 m Hürden, in der Halle holte sie 1967 den nationalen Titel im Weitsprung.

## Persönliche Bestleistungen
- 80 m Hürden: 10,4 s, 31. August 1968, Moskau
- Weitsprung: 6,66 s, 14. Oktober 1968, Mexiko-Stadt